# Kodamaïta
La kodamaïta és un mineral de la classe dels silicats que pertany al grup de la reyerita.

## Característiques
La kodamaïta és un !!! de fórmula química Na₃(Ca₅Na)Si₁₆O₃₆(OH)₄F₂·(14-x)H₂O. Va ser aprovada com a espècie vàlida per l'Associació Mineralògica Internacional l'any 2019, i publicada en el mes de gener de 2024. Cristal·litza en el sistema triclínic.
L'exemplar que va servir per a determinar l'espècie, el que es coneix com a material tipus, es troba conservat a les col·leccions mineralògiques del Museu Canadenc de la Natura, al Quebec (Canadà), amb el número de catàleg: cmnmc 87262.

## Formació i jaciments
Va ser descoberta a la pedrera Poudrette, situada al mont Saint-Hilaire, dins el municipi regional de comtat de La Vallée-du-Richelieu, a Montérégie (Quebec, Canadà), on es desenvolupa en agregats esferulítics de fins a 2 mm de diàmetre aproximadament, incloent cristalls prims o laminats. També sembla haver estat trobada a les pedreres d'Aris, a Windhoek Rural (Khomas, Namíbia). Aquests dos indrets són els únics de tot el planeta on ha estat descrita aquesta espècie mineral.